# Guidobald z Thun-Hohensteinu
Guidobald hrabě z Thunu a Hohensteinu (německy Guidobald Graf von Thun und Hohenstein; 16. prosince 1616 Castelfondo, Tyrolsko – 1. června 1668 Salcburk) byl italsko-rakouský šlechtic, římskokatolický duchovní, biskup a kardinál. V letech 1654–1668 byl kníže-arcibiskupem Salcburského knížecího arcibiskupství. V roce 1662 se stal hlavním komisařem na říšském sněmu a v roce 1666 biskupem v Řezně.

## Život
Narodil se jako syn českého místodržitele Jana Zikmunda z Thun-Hohensteinu a jeho první manželky.

Dne 3. února 1654 byl zvolen arcibiskupem salcburské knížecí diecéze. Biskupské svěcení přijal 24. září téhož roku od pražského arcibiskupa, kardinála Arnošta Vojtěcha z Harrachu. Dvorní a komorní rada a kronikář Franz Dückher (Franziskus Dückher von Hasslau zu Urstein a Winckl; 1609–1671), který pro něj pracoval, jej popsal těmito slovy:
| „ | Byl to učený, bystrý, velkorysý, spravedlivý a dobrotivý muž, stejně jako pracovitý, neohrožený, dobrý hospodář, který si dopřával málo zábavy a odpočinku, ale v celé své vládě, zejména poslední léta v říšském sněmu, svůj život zkracoval neustálou duševní a duchovní prací ve dne noci. | “ |

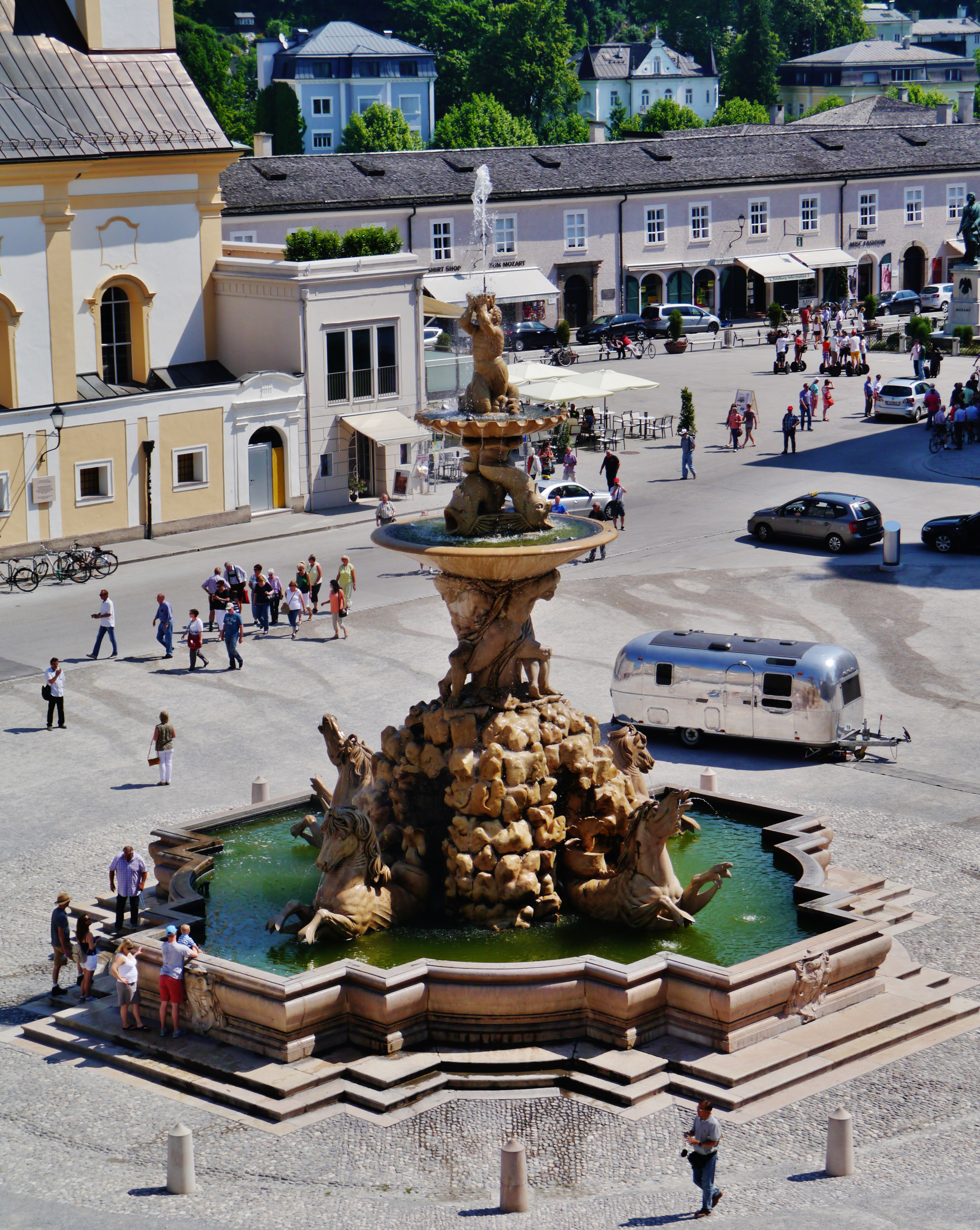
Kašna Residenzbrunnen na náměstí

Guidobald z Thunu byl milovníkem velkolepé nádhery a cenil si okázalé reprezentace.
Za jeho vlády byly dostavěny věže salcburské katedrály do současné podoby a byly přistavěny další dva oblouky. Byla také postavena nádherná kašna na Residenzplatz a byla postavena zimní jízdárna (dnešní Felsenreitschule). Salcburskou univerzitu rozšířil o katedru medicíny a dokončil výstavbu univerzitní budovy.
V roce 1662 jej císař Leopold I. jmenoval hlavním komisařem na stálém říšském sněmu v Řezně, což jej zaměstnalo natolik, že od té doby se v Salcburku vyskytoval jen zřídka a v době jeho nepřítomnosti je zastupoval biskup z Chiemsee František Vigilius ze Spauru.
Dne 7. březnu 1666 byl zvolen také biskupem řezenským. Doufalo se, že volba povede ke snížení dluhové zátěže kláštera a Guidobald se skutečně svých příjmů vzdal. Přesně o rok později, 7. března 1667 byl jmenován kardinálem ve třídě (ordo) kardinál-kněz.
Guidobald byl prvním arcibiskupem, který používal titul Primas Germaniae. Titul mu připadl díky papežskému legátství, které bylo tradičně spojováno s metropolitním stolcem a dávalo salcburskému arcibiskupovi významné postavení mezi německými biskupy.

### Závěr života

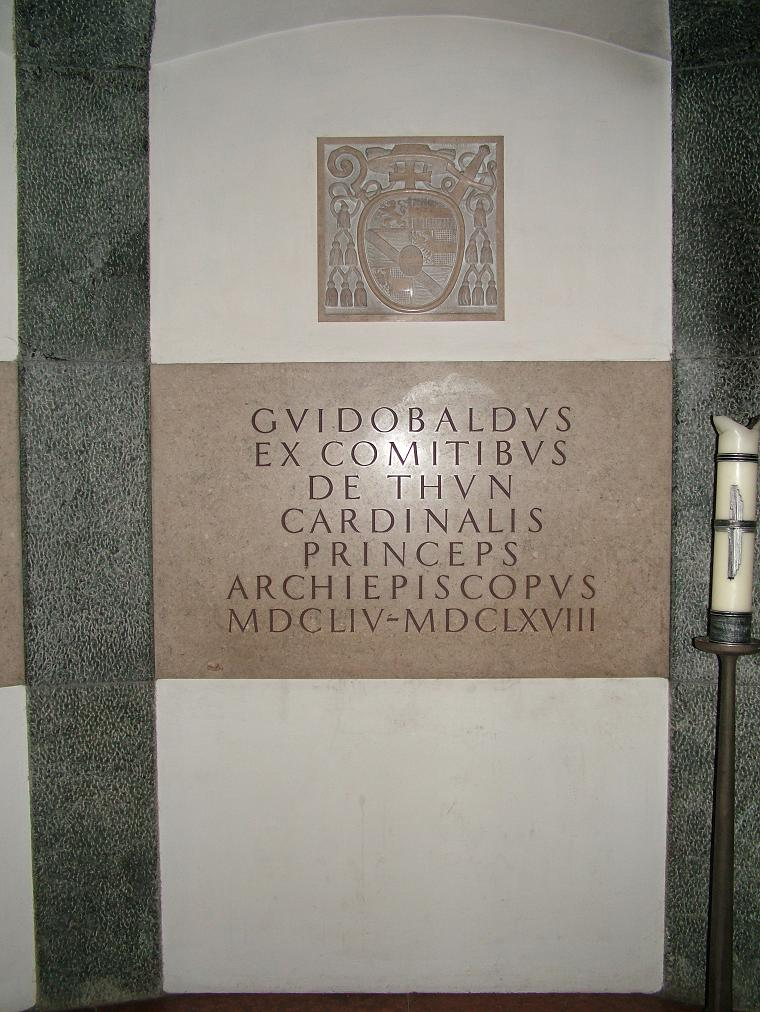
Hrob arcibiskupa Thuna

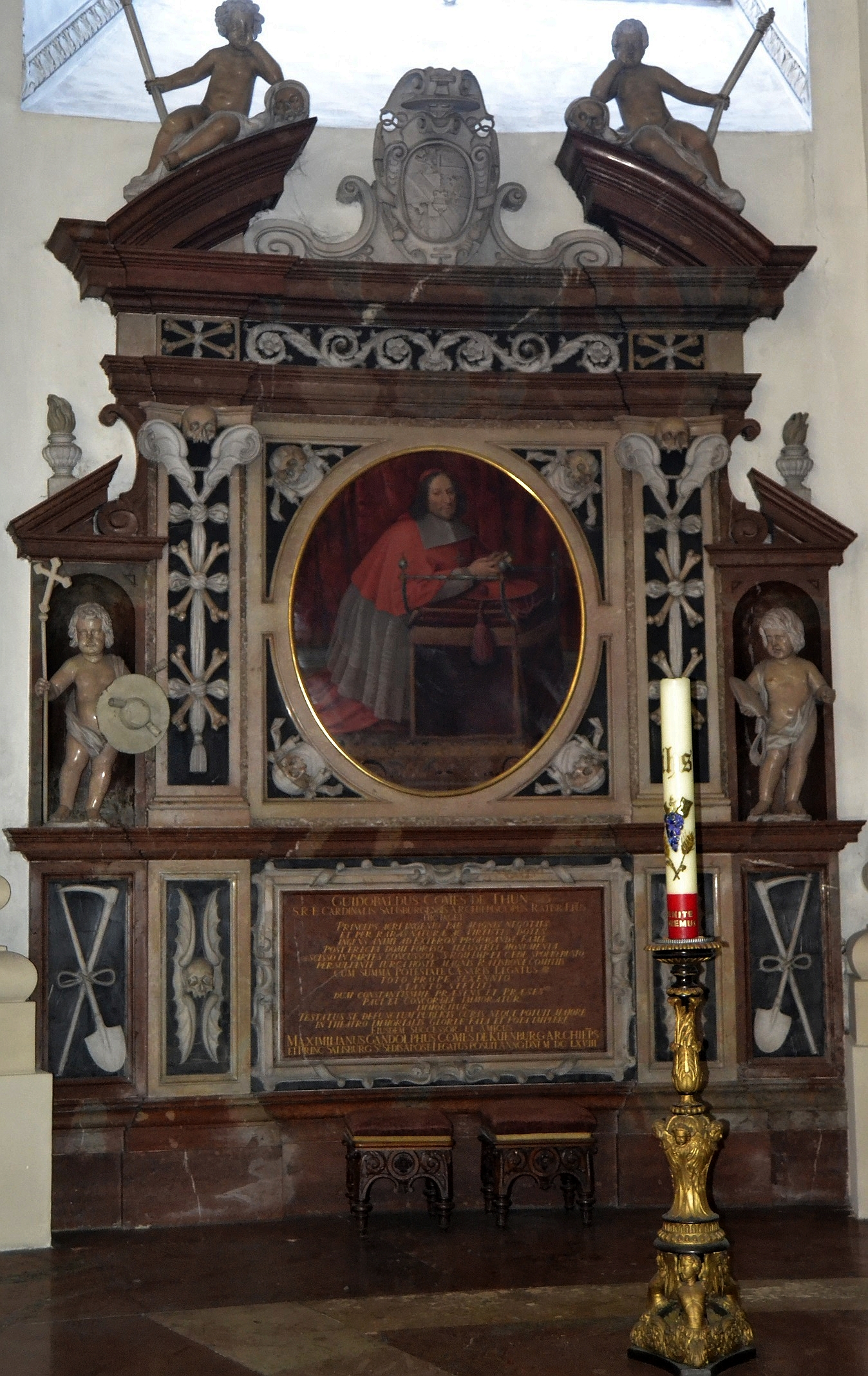
Památník arcibiskupa Thuna v salcburské katedrále

Dne 8. května 1668 cestoval arcibiskup do Hellbrunnu, kde chtěl rybařit. Když přecházel můstek mezi dvěma rybníky, pod jeho nohama se zlomilo prkno a kardinál Guidobald se probořil po kolena do vody. Této malé nehodě, při níž se ani neroztrhly jeho punčochy, věnoval jen malou pozornost. Utrpěl však odřeniny a malé pohmožděniny na obou holeních. Na levé noze se mu vytvořil zánět a rozšířil se na stehno. Přes povrchovou odřeninu bakteriální infekce způsobily gangrénu, která vedla k otravě krve. 
Kardinál Guidobald hrabě z Thunu a Hohenstein zemřel 1. června 1668, na následky sepse 24 dní po nehodě. Byl pohřben v kryptě salcburské katedrály.